# NGC 254
NGC 254는 조각가자리에 위치한 렌즈형 은하이다. 1834년 존 허셜에 의해 발견되었다.

## 같이 보기
- 신판일반목록 천체 목록